# William Morgan (aktuar)
William Morgan, FRS, valižanski zdravnik, fizik in statistik, * 26. maj 1750, † 4. maj 1833.
Morgan velja za očeta sodobne aktuarialne znanosti

## Priznanja

### Nagrade
- Copleyjeva medalja (1789)